# アルバート・カーン
アルバート・カーン（Albert Kahn, 1869年3月21日 - 1942年12月8日）は、アメリカ合衆国の自動車量産工場を得意とした建築家。「デトロイトの設計者」とも呼ばれる場合もある。ドイツ・ラインラント＝プファルツ州生まれ。

## 人物
デトロイトには1880年、11歳の時に移住。父ヨセフはラビ（rabbi）としての訓練を受けていた。母親ロザリーは、視覚芸術や音楽の才能を持っていた。15歳になった1884年から、ジョージ・デウィット・メイソン率いるメイソン&ライス建築設計事務所の職を得て、1896年までメイソン・アンド・ライス社に勤務した。その間建築学生とともに奨学金を獲得し欧州留学も経験、1895年には建築設計事務所アルバートカーンアソシエイツを設立。1901年ごろから後に自身の代名詞となる工場建築と鉄筋コンクリート造の建築を手がけはじめる。1902年ごろまでは、メイソン社と提携し一緒に仕事を行っている。
その後独立してからは事務所に海軍に所属していたエンジニアの弟ユリウスを参加させ、新設工場における屋根や壁材を木材から建設鉄筋コンクリートに置き換える開発を行った。これは、防災の観点からで、最初にパッカード・モーターカーカンパニー（1907年）の工場で、この原理開発を試みた。
パッカード社の成功をみたヘンリー・フォードがカーンに興味を抱く。こうしてカーンの手で1909年に始まるフォードモデルTの量産拠点フォードモーターカンパニー・ハイランドパーク生産工場とフォードの連結と完成組立ラインが設計された。また内装をまかされた、ボブロー島の上ヘンリーフォード所有ダンスホールは、1903年当時世界で二番目に大きかった。
1917年、ミシガン州ディアボーン大規模な半マイルリバールージュ工場フォードの設計を長期に担当。ルージュはピーク時120,000人に達し、米国で最大の製造基地になった。
同社のウェブサイトによると、1938年までに、カーンの会社は、米国内のすべての建築設計工場の20パーセントを担当していたとある。
歴史的なスタイルの建物ではデトロイト・インディアンビレッジ、クランブルックハウス、エドセルフォードハウスと世界で初めての空港ホテルであるディアボーンホテルがある。カーンはまた、デトロイトで最も美しい要素の一つと考えられているデトロイトのスカイラインアールデコ フィッシャービルを手がける。1928年、フィッシャービルがビルとして、今年の最も美しい商業建物としてニューヨークの建築家協会賞を受賞した。1917年と1929年の間に、デトロイトのすべての3つの主要日刊紙の本社屋を設計している。
1929年からソビエト連邦のプラント都市の設計を受託する。モスクワ事務所は1932年までの間に521もの工場建設を担当し、ソ連の工業化に大きく貢献した。
また、バートン記念塔 、 ヒルオーディトリアム 、 ハッチャー研究ライブラリ 、およびウィリアムL. Clementsライブラリーなど、ミシガン大学の、多くの古典的な建物の設計をした。さらに建築的な彫刻を造るコラード・パーダッチらと頻繁に協働し、銀行、オフィスビル、新聞建物、霊廟、病院、民家を含む約50もの設計すべてに取りこんでいる。
第一次世界大戦以降、カーンの会社は米国政府から多数の海軍用飛行基地の設計を受託し、第二次世界大戦時600人に及ぶ事務所員は「民主主義の兵器廠」と呼ばれたデトロイトアーセナル戦車工場にしばらく関与。ミシガン州イプシランティに位置しフォードモーターカンパニーでB-24リベレーター爆撃機を生産していたウィローラン爆撃機工場が、カーンの最後の建物になる。生涯でヘンリーフォードや1000以上自動車メーカーからの注文は数百に及んだ。

## 作品
2006年の時点で、カーンの作品で国史跡の建物は60程度ある。
ミシガンにあるカーンの建物のうち12棟が、ミシガンの歴史的史跡と認定されている。

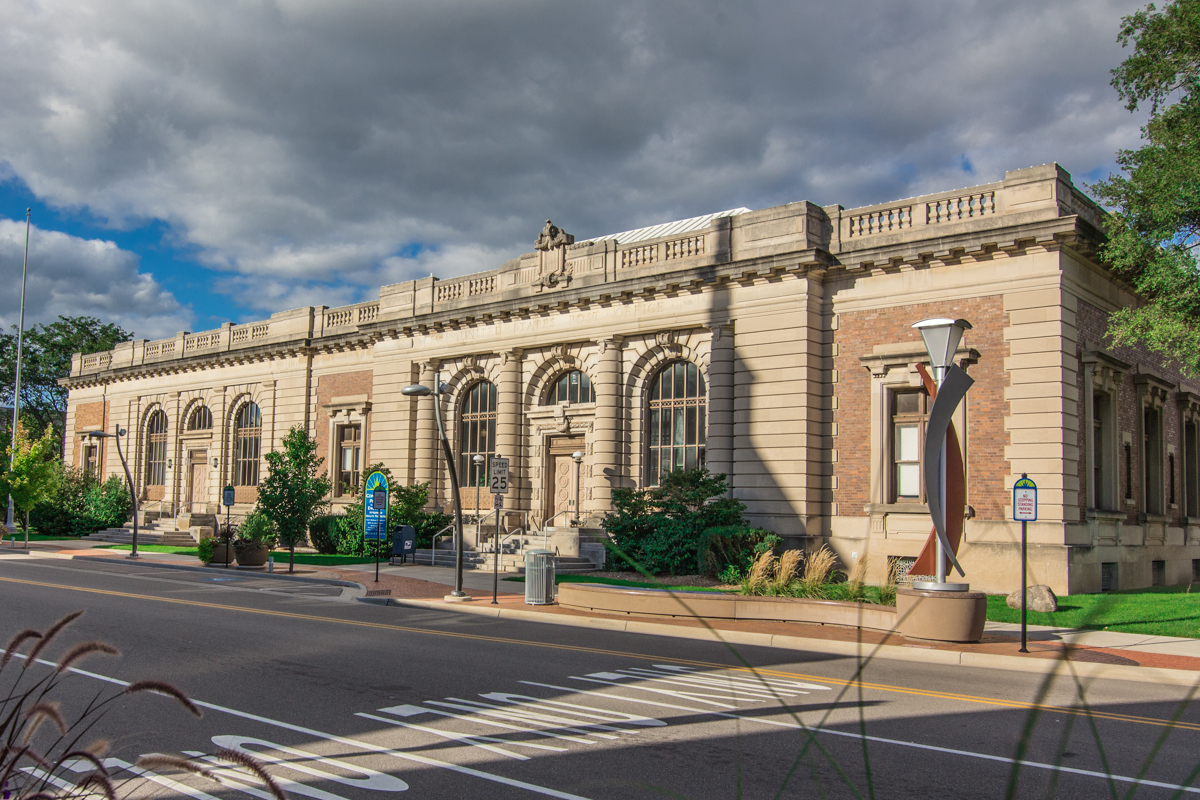
バトルクリーク郵便局 （Battle Creek Post Office）
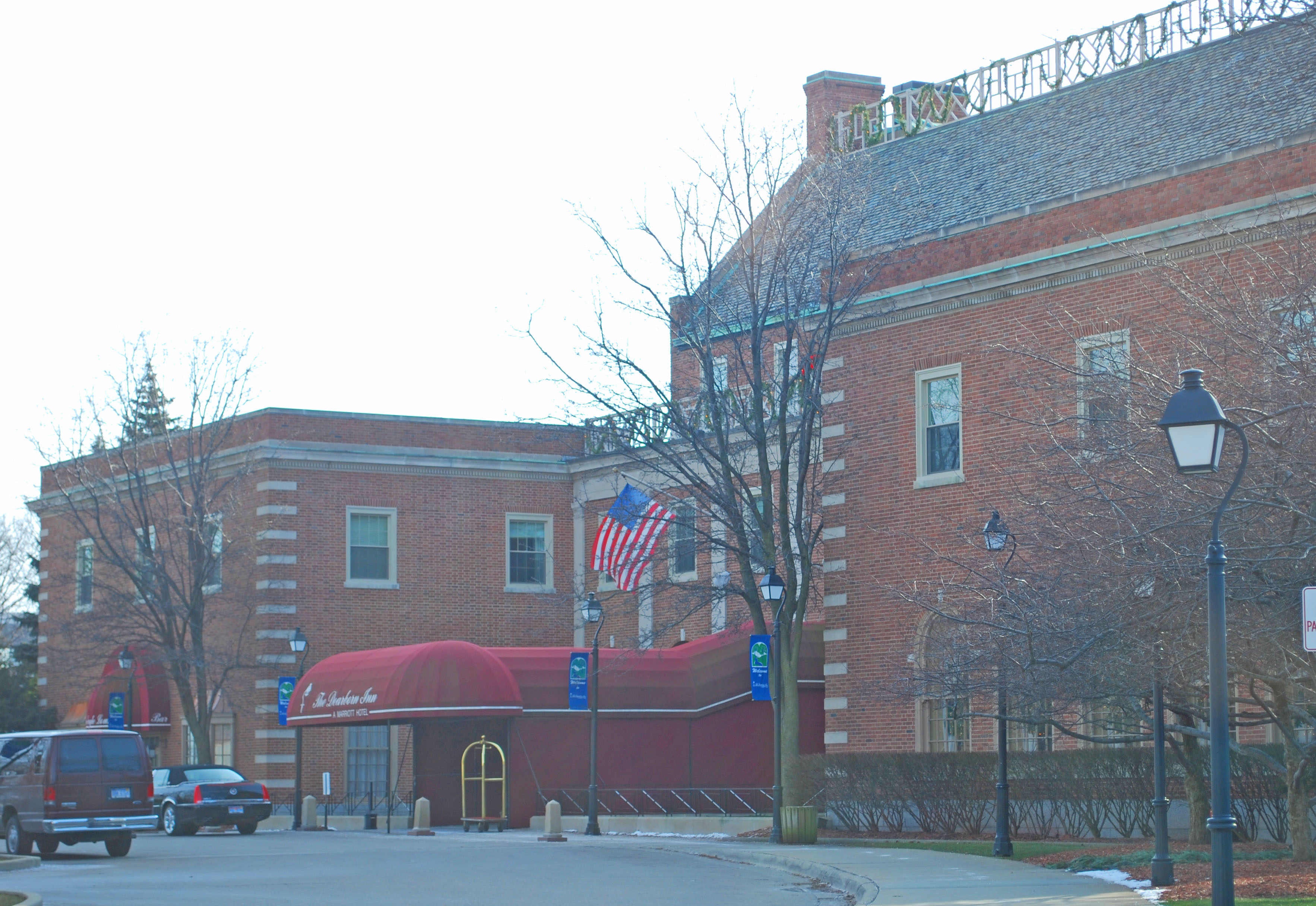
ホテル・ディアボーン＝イン （The Dearborn Inn）
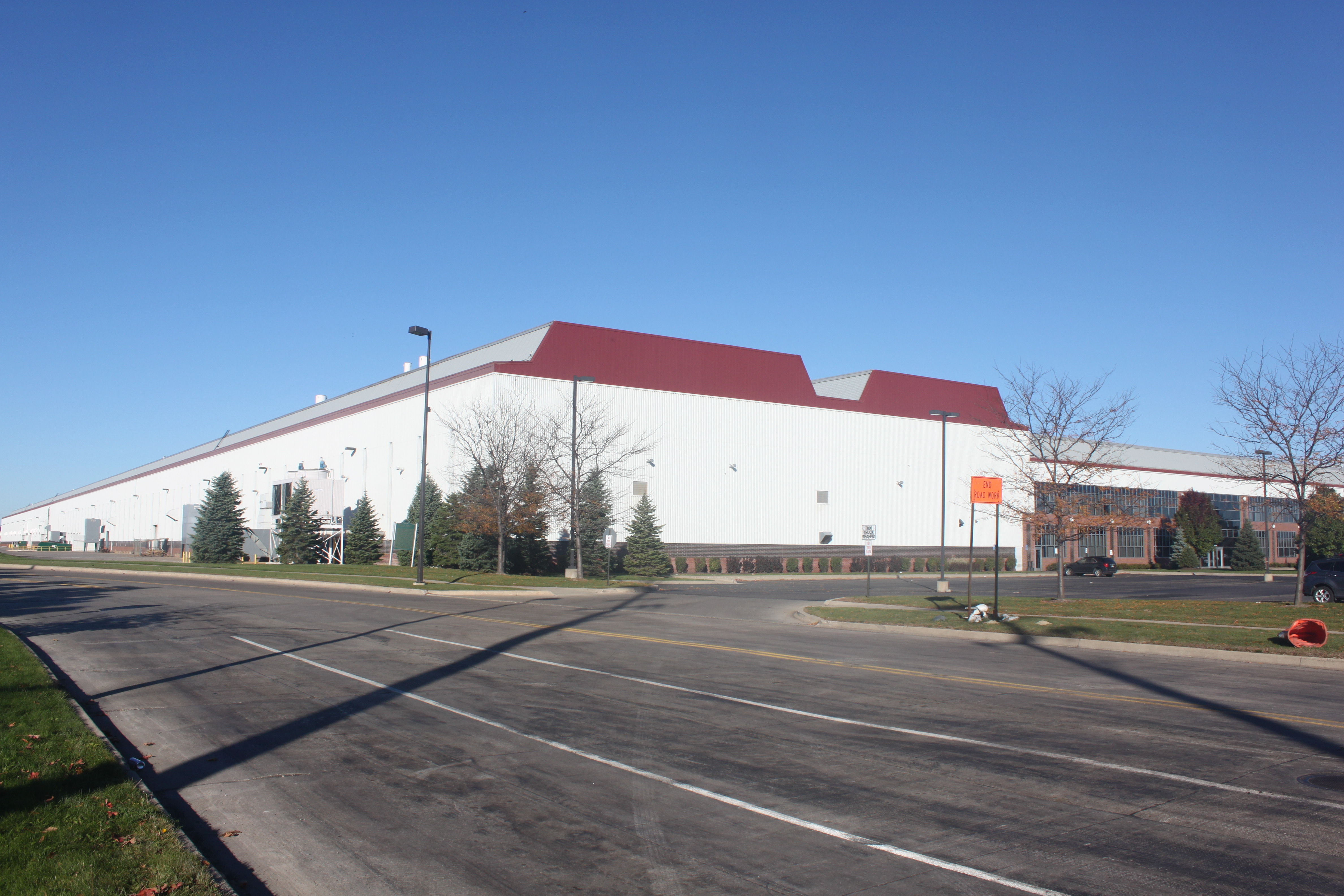
ミシガン州ウォーレンのデトロイトアーセナル戦車工場 （Detroit Arsenal Tank Plant in Warren）
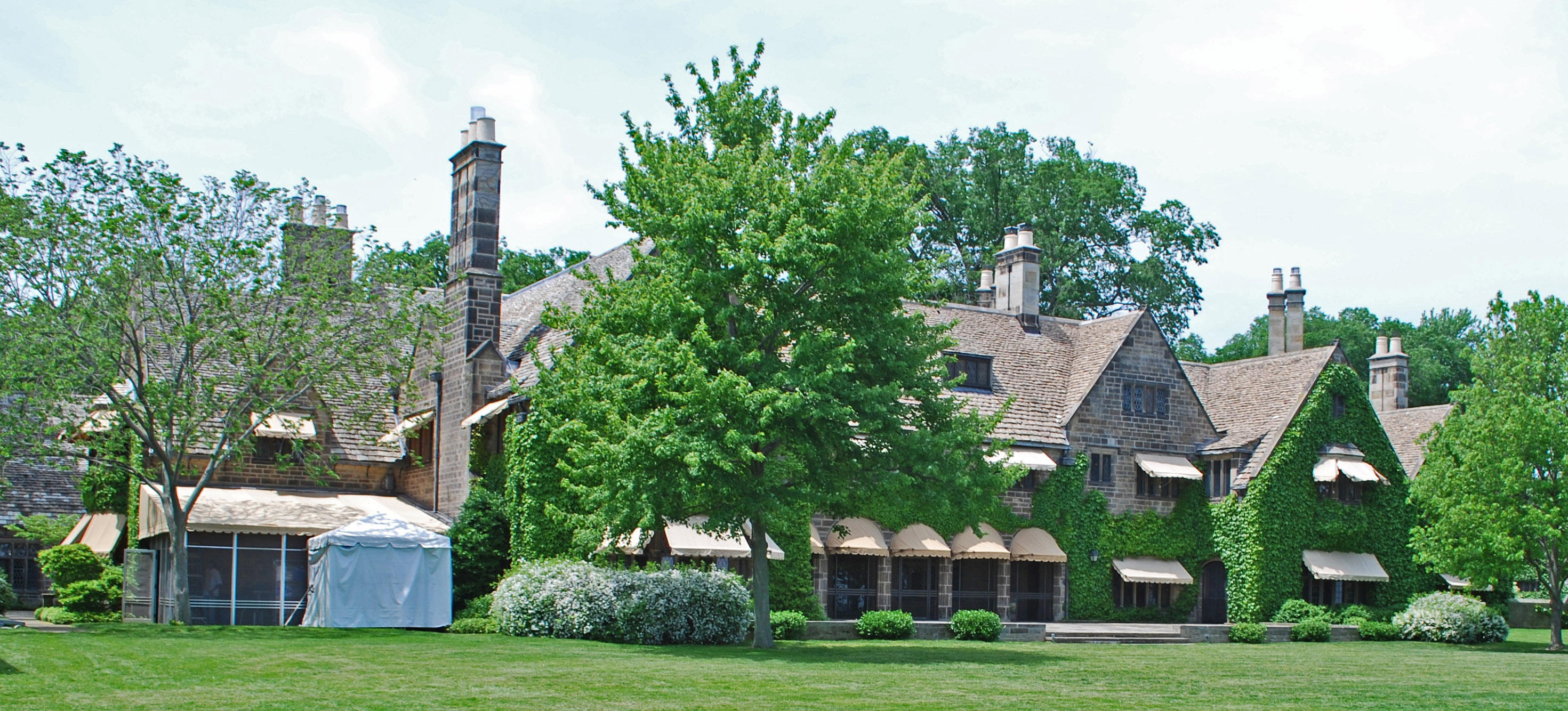
ミシガン州グロースポイントショアーズのエドセル・エレノア＝フォード夫妻邸 （Edsel and Eleanor Ford House in Grosse Pointe Shores, Michigan ）
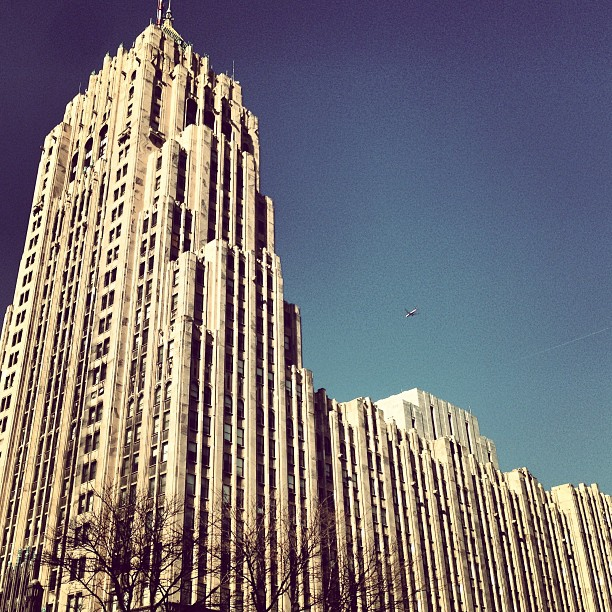
フィッシャービルディング （Fisher Building）
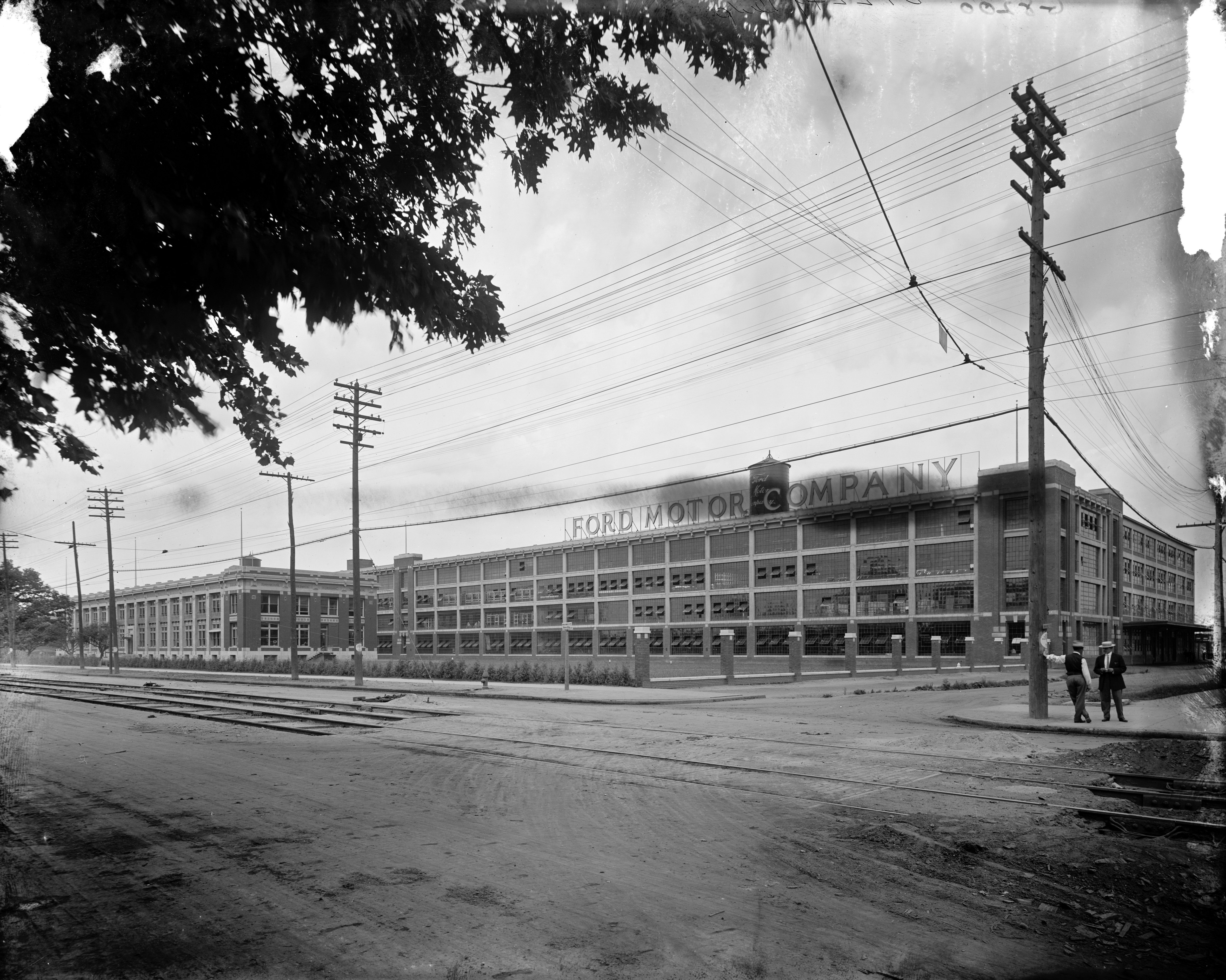
フォード・ハイランドパーク工場 （Highland Park Ford Plant）
フォード・ランプ工場 （Ford Motor Company Lamp Factory）
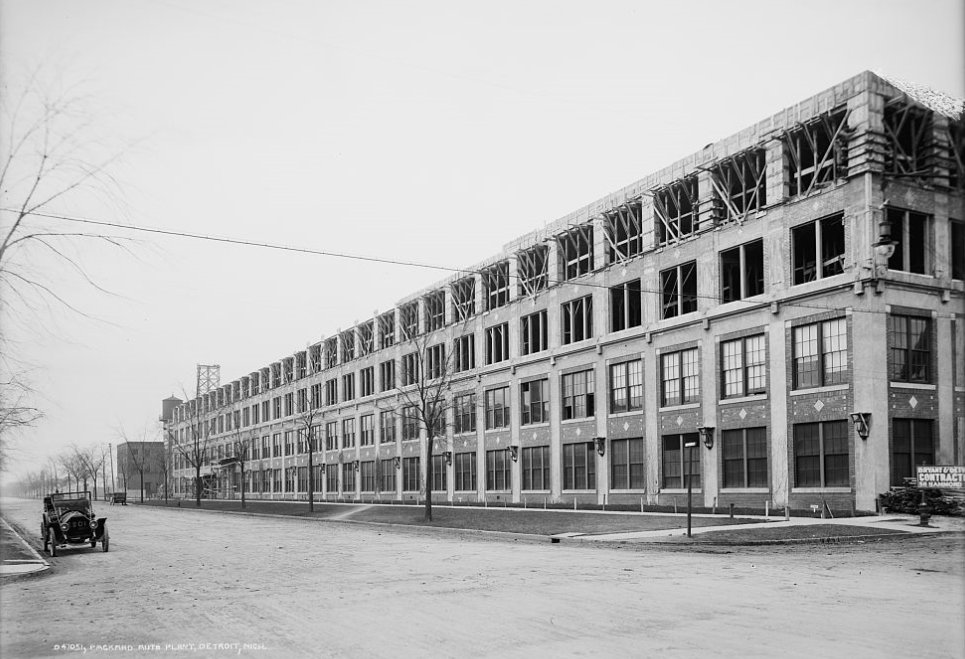
パッカード旧工場 （Packard Automotive Plant）
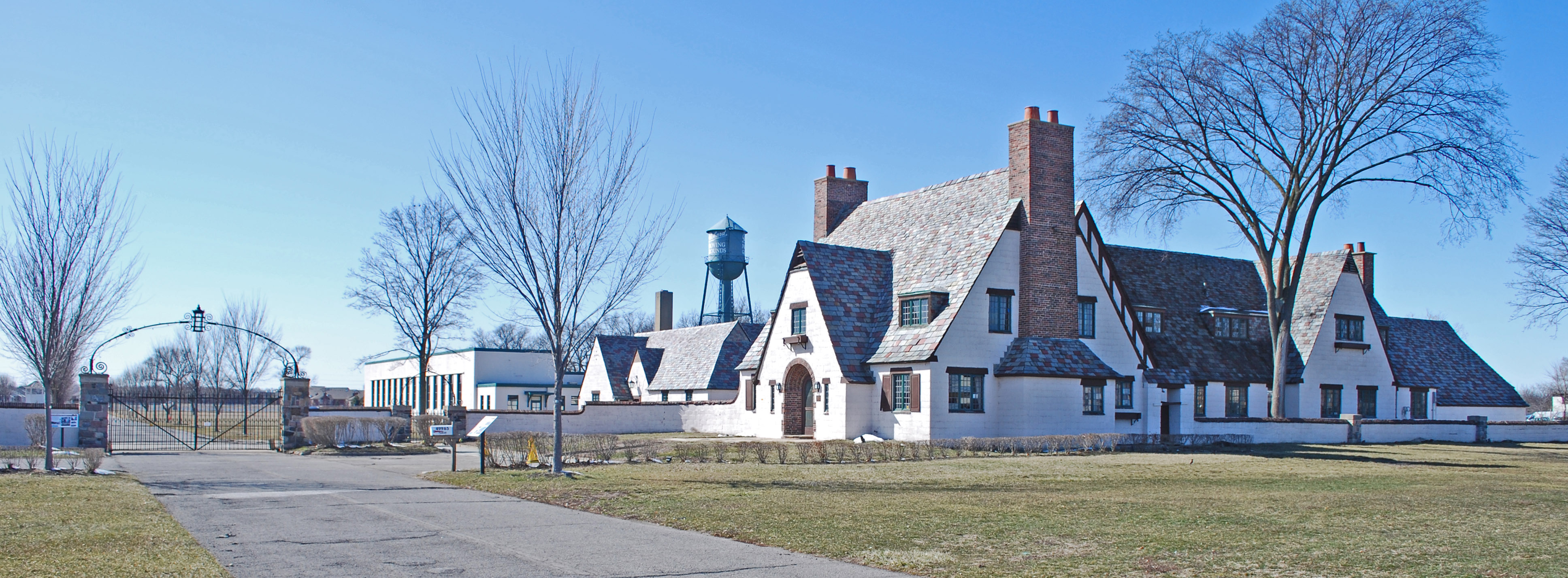
パッカードテストセンター （Packard Proving Grounds）
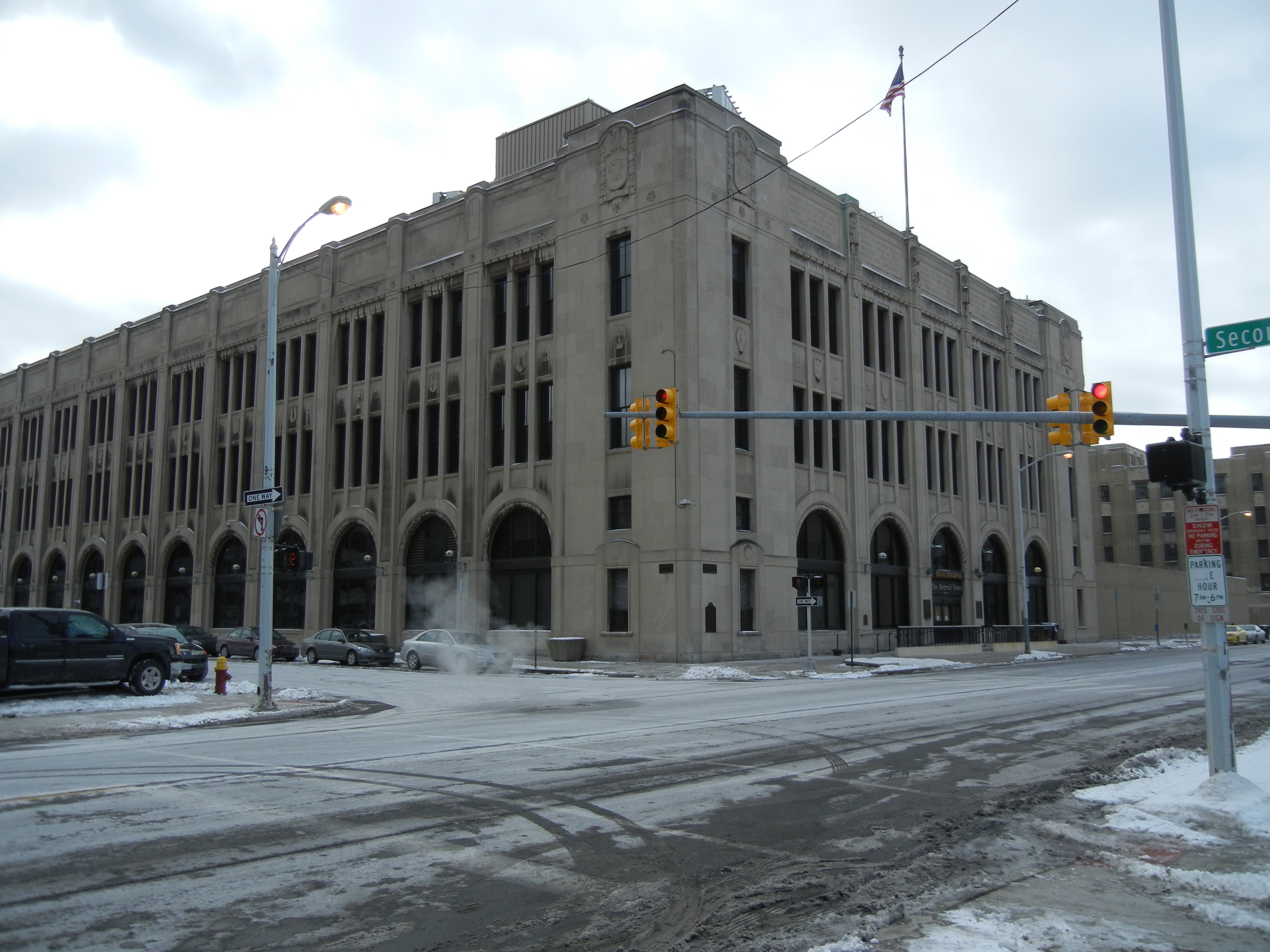
デトロイトニュース本社 （The Detroit News）
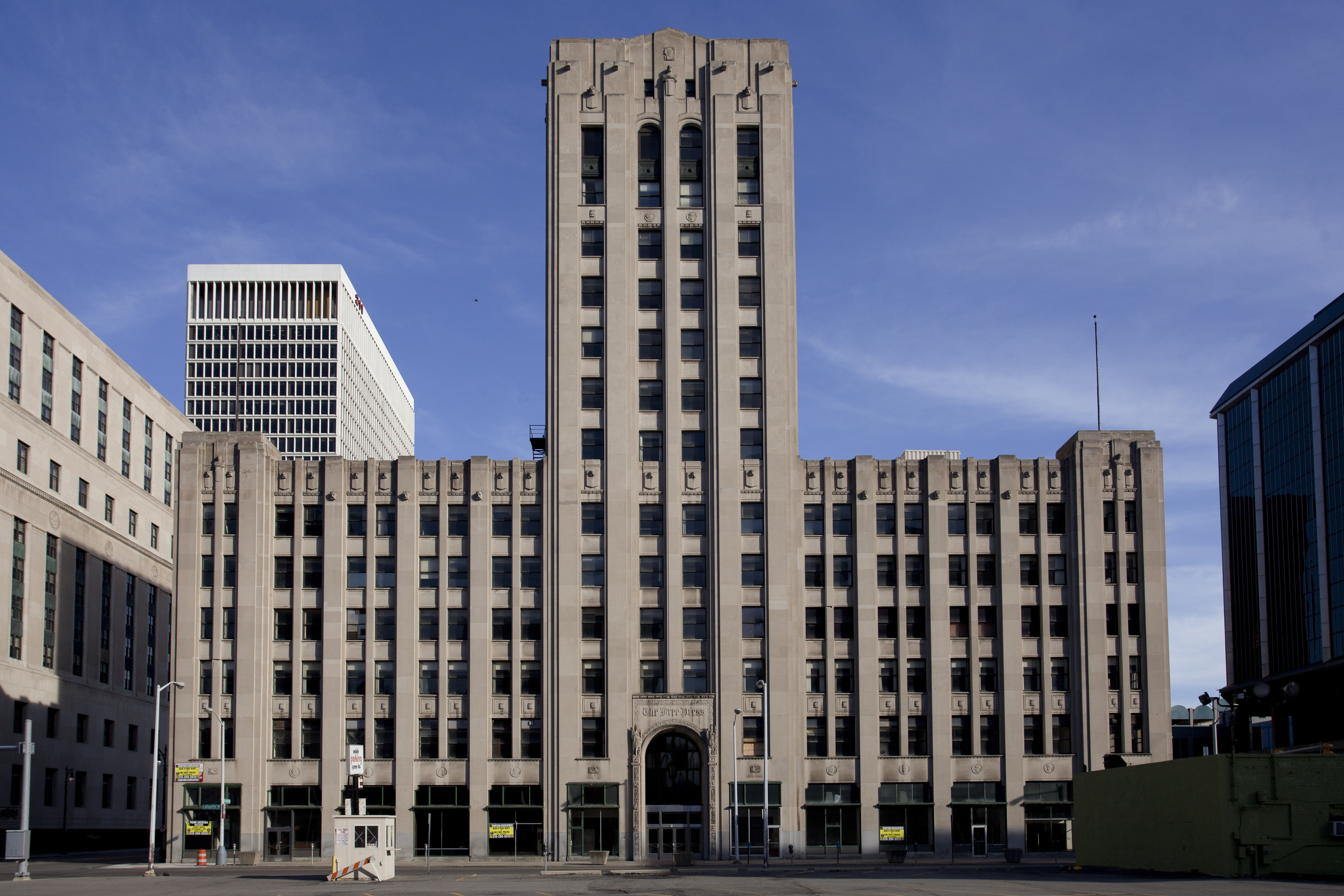
デトロイトフリープレスビル （The Detroit Free Press）
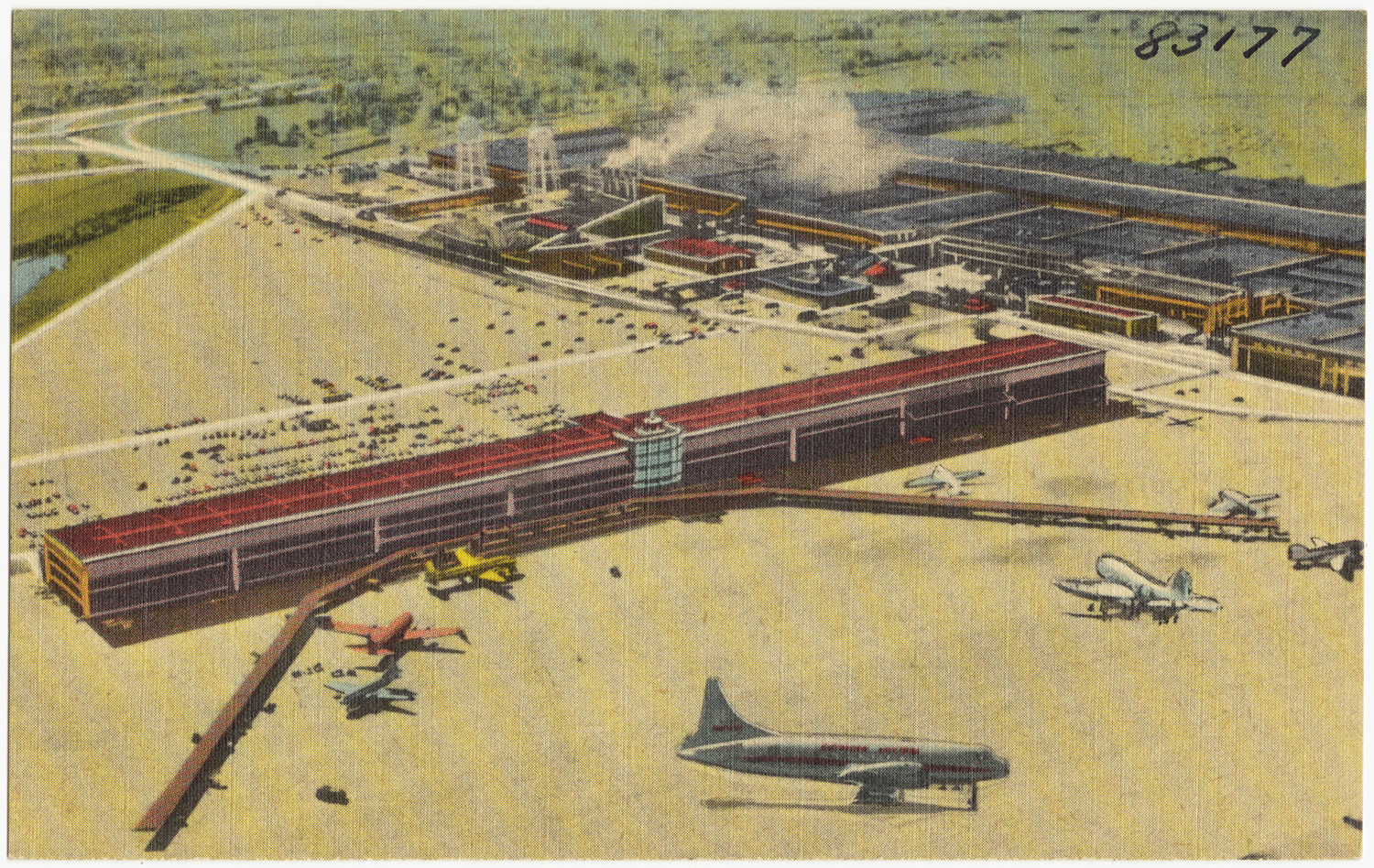
ウィローラン事業所及び飛行場 （Willow Run)

後にレコード会社でおなじみのモータウンに買収されて、何10年間も人気がなかったドノヴァンビルは、2006年のスーパーボウルの前にデトロイトの美化プランの一環として壊される。
（作品暦）
- デクスターMフェリー夏の離宮（ニューヨーク・ユナディーラセンター、19世紀初頭の石造りの農家を1890年に改装。現存。今日Milferファームとして知られているフェリー相続人が保有、また、不動産、建設初期のプレハブ住宅のいずれかをハネムーンコテージとして設計）
- デトロイトブラシパーク・リヴィングストンの家（カーンの最初の作。リビングストンはダイム貯蓄銀行設立者）
- ウィリアムリビングストンハウス  (デトロイト・294エリオット、1892年-1893年、フランスルネサンス様式の家は2007年解体）
- ハイウォーカー事務所（1892年、オンタリオ州ウィンザー）
- バーナードギンズバーグハウス（1898年）
- デトロイトラケットクラブ（1902年、デトロイト626ウッドブリッジストリート）
- テンプルベスEl（1903年、カーンのホームシナゴーグ、現在ウェイン州立大学ボンステル劇場）
- ブランダイス-ミラーハウス（1904年、 カントリークラブの歴史的地区のミッドタウン、ネブラスカ州オマハ）
- テンプルベスエル （ボンステル劇場現在の家に、1905年）
- パームズアパートメント（1903年、デトロイト1001東ジェファーソンアベニュー）
- ベルアイル水族館や温室（1904年、カジノは1907年、デトロイト・ベルアイル）
- アルバートカーン自邸（1906年、ミシガン州デトロイト、1942年から1906年まで住んでいたミシガン州デトロイトでマックAveの家）
- アディソンホテル（1905年）
- フレデリックスターンズビル改装（1906年）
- ジョージNピアスプラント (1906年、ニューヨーク州バッファロー)
- ウィリステッド・マナー（1906年、オンタリオ州ウィンザーウォーカー、ハイラム家の息子の家）
- バトルクリーク郵便局（1907年、コンクリート製メソッド型。カーンパッカード社の工場で組み立て。カーンの第10工場が稼動した最初の具体的事例)
- コミュニティハウス（1907年、クランブルッククランブルック教育コミュニティ）
- ハイランドパークフォード工場 (1908年、ミシガン州ハイランドパーク)
- エドウィンSジョージビル (1908年)
- カウフマンシューズビル (1908年、オンタリオ・キッチナー、最近ロフトに改装された)
- マホーニング国立銀行 (1909年、オハイオ州ヤングスタウン)
- 国立劇場 (1911年、デトロイト・118モンローストリート)
- 第5ベイツミルビル（1914年、メイン州ルイストン）
- カレスビル（1914年、SSのクレスジ会社デトロイト社屋のためのとでグランドサーカスパークの物語- 18アダムス白の建物と公園）
- リジェット学校東キャンパス（1914年、デトロイト2555バーンズ、1964年からデトロイト ウォルドルフ学校）
- デトロイト・アスレチッククラブ  (マディソンアベニュー, 1915年、デトロイト)
- ガーデンコートアパート (1915年、デトロイト2900イーストジェファーソンアベニュー)
- ビントンビル (1916年)
- ラッセル産業センター（1916年）
- デトロイトニュースビル（1917年）
- フォード自動車会社ニューヨーク旧本部（1917年、ニューヨーク州ニューヨーク）
- モーターホイール工場（ミシガン州ランシング、1918年。現在、住宅ロフトに改装される）
- ゼネラルモーターズビル（1919年、当時は世界でも建物の最大のオフィス、GMの世界本社、現在の状態はデトロイト・オフィス。これはウィリアム・C・デュラントにちなみデュラント・ビルディングと当初よばれた）
- ゼネラルモーターズのビル（現在はキャデラックプレイス, 3044ウェストグランドブールバード、ミシガン州デトロイト)
- フィッシャーボディ工場21（1921年）
- フェニックスxミル（1921年）
- ファーストナショナルビル（デトロイト、1922年）
- デトロイト市警察本部（1923年, デトロイト1300ビュービアン)
- テンプル ベス エル（1923年、1903年の寺院修復のために新築, シタデル信仰教会）
- ウォーカー発電所（1923年、オンタリオ州ウィンザー）
- フォード・ランプ工場 (1921年-1925年、ミシガン州フラットロック)
- デトロイトフリープレスビル (1925年)
- 1001コビントンアパート（1925年、デトロイト）
- ハンガーフォードランシング空港（イリノイ州ランシング、シカゴ南郊外のエリア, 1926年）
- SSクレスジ本社（1927年 アールデコ型）
- エドセル・フォード（ヘンリー・フォードの息子）、エレノア・フォード夫妻邸 (1927年  英国のマナーハウスのように設計 ミシガン州グロースポイントショアーズ）
- フィッシャービル (1927年、デトロイトの新地区センターの超高層ビル)
- アルゴノートビル (1928年、現在の所有者はクリエイティブカレッジ自動車研究室の研究室に、デトロイト)
- デトロイトタイムズビル (1929年, 1978年全壊）
- グリスウォールドビル (1929年、デトロイト1214グリスウォールドストリート)
- 新センタービル（1930年、デトロイトの7430セカンドアベニュー、新地区フィッシャーに隣接した）
- リバールージュガラス工場 、1930年
- ディアボーンイン (1931年、世界で初めての空港ホテル、インテリアはジョージアンスタイルの装飾）
- 会衆のShaareyゼデック(Shaarey Zedek, 1932年、デトロイト・2900ウェストシカゴブールバード)
- フォード・ロータンダ（ロチュンダ）- シカゴ万国博覧会でのフォード・モーター社の展示パビリオン。1935年から1936年にかけて、ディアボーン市に移築し、1962年に火災で焼失
- ダッジトラック工場（1938年、 ミシガン州ウォーレン）
- バロース機械工場増築（1938年、 ミシガン州プリマス）
- デトロイトアーセナル戦車工場 (1941年、ミシガン州ウォーレン、第二次世界大戦時から1997年まで戦車工場として稼働し、一時はこの工場で国内4分の1を占めた）
- アップジョン社アップジョンタワー設計監理（ミシガン州カラマズー。2005年にファイザーが買収）
- ウィローラン爆撃機工場(1941年 戦争中は、フォードカイザーのGM車工場が爆撃機製造で使用される)
- フォード組立棟 、カリフォルニア州
- ミシガン大学建物
- 技術工ビル（現在の西ホール）1904
- シグマピピの家（1900年, 426ノースインガルズストリート（解体）
- デルタアップシロンハウス（1903年, 1331ヒルストリート）
- 参事の桑果ハウス（1905年-1906年, 1501ウォッシュテナウアベニュー）
- 精神病院（1906・解体）
- デルタガンマハウス（1912年, 1205ヒルストリート）
- 丘の講堂 1913
- ヘレンベリー寮 1915
- 自然科学棟 1915
- ベッツィーバーバーレジデンスホール 1920
- ゼネラルライブラリ（現在はハーハッチャー学院図書館）1920
- ウィリアムL. Clementsライブラリ 1923
- エンジェルホール 1924
- 物理科学棟（現ランドール研究所）1924
- 大学病院（取り壊さ）1925
- カズンズホール1925
- Psiのアップシロンハウス（1925年, 1000ヒルストリート
- 東医療ビル（現在のCCリトルビル）1925
- トーマスH.シンプソン記念研究所 1927
- 大学博物館ビル 1928
- バートンメモリアルタワー 1936
- 精神神経研究所（解体）1938